# Kā-moho-aliʻi
Ka-moho-aliʻi (ou Kalahiki, Kahoolawe) est un dieu requin hawaïen et un des fils de Haumea et Kāne Milohai.
Ka-moho-ali'i nage aux alentours des îles de Maui et de Kahoolawe. Lorsqu'un bateau est perdu en mer, Ka-moho-aliʻi aide les hommes à retrouver le chemin de la maison. Il est dit parfois qu'il a guidé les habitants originels de Hawaï du continent vers leurs îles.